# Ashvins

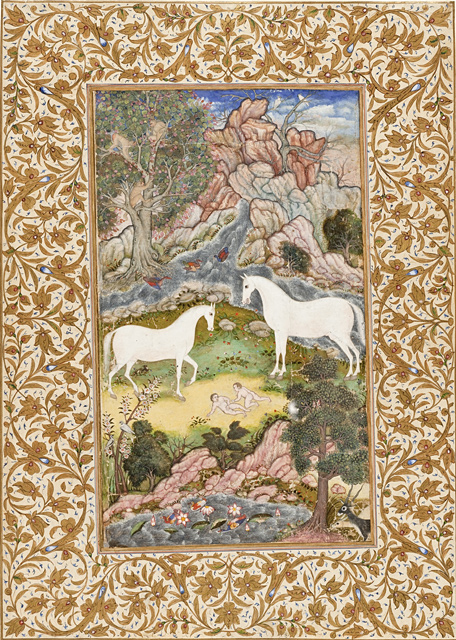
Naissance des Ashvins. Folio d'un Harivaṃśa

Les Ashvins (en sanskrit : अश्विन) (aśvin- « propriétaire de chevaux », « dresseur de chevaux », « cavalier ») ou Ashwini Kumaras sont des dieux jumeaux ou jumelles du ciel dans le Rig Veda, fils de Saranya, la déesse des nuages et l'épouse de Vivasvat (une forme de Sûrya, le dieu solaire). Ils symbolisaient le lever du soleil, apparaissant avant l'aube sur un char doré. Également appelés Nasatyas, ils sont les médecins des dieux et les dieux de la médecine ayurvédique. Divinités bienveillantes et secourables, ils sont les protecteurs des chevaux, du bétail et des activités agricoles.
Invoqués conjointement avec Mitra, Varuna et Indra dans les tablettes de Bogâzköy, ils font partie des divinités de la littérature védique en partie éclipsés par les divinités plus tardives de l'hindouisme.

## Origine
Le culte des Ashvins dérive du culte indo-européen des jumeaux divins ; ils s'apparentent ainsi aux Dioscures de la mythologie grecque. Le retour de l'Aurore annuelle est à la base du mythe central des Jumeaux divins, les Ashvins védiques dont l'autre nom, Nāsatyas est lié à cette notion. L'une des fonctions principales des Jumeaux divins à laquelle leurs représentants indiens doivent ce nom Nāsatyas est ainsi de « ramener », *nes-, leur sœur l'Aurore ou Fille du Soleil fugueuse ou enlevée : mythe de retour annuel de la lumière au terme de la nuit hivernale. Une autre fonction, exprimée elle aussi par la racine *nes-, est de « guérir » (« ramener à la santé »). Il s'agissait initialement de guérir le Ciel diurne ayant perdu la vue avec la disparition hivernale de son œil le Soleil. C'est la raison pour laquelle les Ashvins rendent aussi la vue à des aveugles. Ils sauvent des eaux hivernales le jeune Soleil qui risque de s'y noyer.
Les Ashvins se rapprochent des jumeaux mixtes dont le modèle sont les Dioscures dont l'un est fils du Ciel du jour et l'autre fils d'un mortel. En effet, les deux Nasatyas sont généralement indiscernables, mais un texte védique note une inégalité équivalente à celle des Dioscures : l'un est fils du Ciel, l'autre, semble-t-il, fils d'un homme.
Leur proximité des hommes explique le refus d'Indra dans un premier temps de les admettre au bénéfice du sacrifice, qu'il justifie ainsi : « Ils ne sont pas de vrais dieux ; ils sont sans cesse mêlés aux hommes, vivent comme des hommes. ».

## Attributions
La gémellité a été perçue comme un signe d'abondance, de vitalité et de fécondité. Ainsi, dans les rituels védiques, les Nasatyas-Ashvins, grâce à cette réserve de force vitale dont témoigne leur dualité, distribuent les bienfaits : ils rajeunissent les vieillards, guérissent les hommes et les animaux malades, réparent les mutilés, enrichissent, sauvent des dangers, donnent des vaches et des chevaux, font jaillir le lait et l'hydromel ... Un des services demandés aux Nasatyas est de faire cesser la stérilité des femelles et des femmes.
Dans la bataille, ils tirent du danger un combattant menacé.
Les Ashvins ont également des aspects guerriers : plusieurs passages du Rigvéda les associent à Indra, aux Maruts, à Rudra. Ils sont même nommés « les Rudras ».